# NGC 7280
NGC 7280 é uma galáxia espiral barrada (SB0-a) localizada na direcção da constelação de Pegasus. Possui uma declinação de +16° 08' 54" e uma ascensão recta de 22 horas, 26 minutos e 27,6 segundos.
A galáxia NGC 7280 foi descoberta em 15 de Outubro de 1784 por William Herschel.